# Villa rustica (Bubesheim)
Die Villa rustica auf der Gemarkung von Bubesheim, einer Gemeinde im schwäbischen Landkreis Günzburg in Bayern, wurde 1930 vom Historischen Verein Günzburg ausgegraben. Die Villa rustica der römischen Kaiserzeit, circa 1800 Meter südöstlich der Kirche Mariä Geburt, ist ein geschütztes Bodendenkmal.
Das Hauptgebäude des römischen Gutshofes hat eine Größe von circa 40 × 27 Metern. Es besteht aus zwei Raumfluchten im Süden und Westen und einen Innenhof. Teile der 60 cm starken Grundmauern aus behauenen Tuffsteinquadern waren erhalten. Zwei Räume waren mit Hypokaustanlagen beheizt. Von der Ausstattung fanden sich noch Reste der Estrichböden, farbiger Wandverputz und Fensterglas sowie zahlreiche Kleinfunde wie Eisengeräte und Keramik. 
Circa 100 Meter südlich des Wohnhauses lagen, heute auf der Gemarkung Großkötz, die Fundamente von zwei Nebengebäuden mit den Grundrissen 11 × 8 und 6 × 6 Metern. 
Vermutlich von einem zum Gutshof gehörigen Handwerksplatz stammen drei große Graphitschmelztiegel und circa ein Zentner Eisennägel.